# Juan de Éfeso
Juan de Éfeso (latín: Ioannes Ephesius) o Juan de Asia (c. 507-c. 586) fue un líder de la Iglesia ortodoxa oriental de habla siríaca en el siglo VI, y uno de los primeros y más importantes historiadores que escribieron en lengua siríaca. 

## Vida
Nacido en Amida (la actual Diyarbakır, al sur de Turquía) hacia el año 507, fue ordenado allí como diácono en 529, pero en el año 534 le encontramos en Palestina, y en 535 pasó a Constantinopla. Puede que dejara Amida a consecuencia de la plaga que asoló la ciudad en 542. Sin embargo, ya antes había recorrido la región para reunir historias para su colección de vidas de santos. Se encontraba de nuevo en Amida cuando el patriarca de Antioquía, Efrén de Amida, y el obispo de Amida, Abraham, iniciaron una violenta persecución de los monofisitas. Hacia el año 540 volvió a Constantinopla y fijó allí su residencia. 
En Constantinopla, atrajo enseguida la atención de Justiniano, uno de cuyos objetivos era consolidar la cristiandad oriental como baluarte contra el poder de Persia y el zoroastrismo. Para lograrlo, persiguió a todos los paganos que quedaban en el imperio. Barhebreo (Chron. eccl. i. 195) afirma que Juan sucedió al patriarca Antimo I de Constantinopla como obispo monofisita de Constantinopla, pero probablemente se trata de un error. En cualquier caso, gozó del favor imperial hasta la muerte de Justiniano en el año 565 y (según nos dice él mismo) se le confió la administración de todos los recursos de la Iglesia Monofisita. 
Justiniano le confió en el año 542 la misión de convertir a los paganos de Asia Menor, y, según Juan, llegó a bautizar a 70 000 personas. Construyó también un gran monasterio en Tralles, en la ladera de las colinas del valle del Meandro, y más de 90 monasterios, la mayor parte erigidos sobre templos paganos destruidos. Promovió una misión destinada a los nubios, en la que no participó directamente, pero de la que da noticia en el cuarto libro de la tercera parte de su Historia eclesiástica. En el año 558 Jacobo Baradaeo lo ordenó obispo de Éfeso (Asia) para los cristianos opuestos al Concilio de Calcedonia.
En el año 546 el emperador le encargó erradicar la práctica secreta de la idolatría en Constantinopla y alrededores. Llevó a cabo esta tarea con empeño, torturando a todos los sospechosos de aquel "malvado error propio de paganos", como él mismo lo llama, y descubrió que la adoración de los dioses ancestrales era moneda bastante común entre los aristócratas del imperio. Su fortuna cambió tras la ascensión al poder de Justino II. Hacia el año 571 el patriarca ortodoxo Juan Escolástico, partidario del concilio de Calcedonia, inició (con el apoyo del emperador) una rigurosa persecución de los líderes de la Iglesia Monofisita, y Juan fue, irónicamente, uno de los más perjudicados. En la tercera parte de su Historia nos cuenta detalladamente sus sufrimientos en la cárcel, la pérdida de sus derechos civiles, etc. Los últimos sucesos que recoge son del año 588, y el autor no pudo vivir mucho más. Sin embargo, se desconocen las circunstancias de su muerte.

## Escritos
La principal obra de Juan de Éfeso es su Historia eclesiástica, que cubre más de seis siglos, desde la época de Julio César hasta el año 588. Constaba de tres partes, cada una de las cuales contenía seis libros. La primera parte se ha perdido por completo. La segunda, que se extiende desde el reinado de Teodosio II hasta el sexto o séptimo año del mandato de Justino I, aparece reproducida literalmente (en opinión de F. Nau) en la tercera parte de la Crónica anónima atribuida al patriarca Dionisio Telmaharense. No obstante, es probable que falten muchos pasajes. Algunos fragmentos de esta segunda parte han llegado hasta nosotros en los manuscritos Add. 14647 y 14650 del British Museum y se han publicado en el segundo volumen de los Anecdota Syriaca de J. P. N. Land. En esta parte segunda es probable que Juan incorporara material de la llamada Crónica de José el Estilita. Una versión más completa aparece en el manuscrito de la Biblioteca Vaticana Codex Zuquenensis, Var. Syr. 162, en el que alguien copió en el siglo VIII buena parte de la crónica de Juan. (Hay traducción inglesa anotada por Amir Harrak, The Chronicle of Zuqnin, Parts III and IV [Toronto, 1999].)
La tercera parte de la historia de Juan incluye un relato detallado de los sucesos eclesiásticos que tuvieron lugar en el período 571-588, así como algunos anteriores. Sobrevive casi íntegra en el Add. 14640, un manuscrito del siglo séptimo del British Museum. Es de gran valor historiográfico, por ser contemporánea de los hechos que narra. Su estado algo desordenado, la falta de coherencia en la cronología y el hecho de que algunos sucesos aparezcan contados dos veces se debe, como el propio autor nos advierte (ii. 50) a que casi toda la obra se compuso en la época de su persecución. Puede que también se deba eso el estilo algo descuidado. El escritor afirma que ha tratado con imparcialidad los hechos, y aunque está escrita desde el punto de vista limitado de alguien para quien la "ortodoxia" monofosita era lo más importante, se trata claramente de una reproducción fiel de lo sucedido. La tercera parte fue editada por William Cureton (Oxford, 1853) y E.W. Brooks (CSCO 105, Louvain, 1935) y fue traducida (en ocasiones, parafraseada) al inglés por by Robert Payne Smith (Oxford, 1860), al alemán por J. M. Schonfelder (Múnich, 1862) y al latín por Brooks (CSCO106, Louvain, 1936). 
En su historia, se encuentran escritos relativos a la epidemia de peste bubónica que se conoce como Plaga de Justiniano y que afectó Constantinopla y el Imperio bizantino durante el año 541 542 y 543. Juan fue testigo de estos acontecimientos y relata la devastación que dejó esta enfermedad en el Imperio.
La otra obra conocida de Juan de Éfeso es una serie de Biografías de santos orientales, recopilada hacia el año 569. El texto original fue editado por Land en los Anecdota Syriaca, ii. 1-288, y traducido al latín por Douwen y Land (Ámsterdam, 1889), y al inglés por Brooks (Patrologia Orientalis vols 17-19, 1923-26). En una intervención leída ante las cinco Academias francesas el 25 de octubre de 1892 Louis Duchesne hizo una semblanza de Juan como autor y hombre de Iglesia. 